# Columbus Crew 2
Il Columbus Crew 2 è un club calcistico professionistico statunitense di Columbus, che disputa le proprie sfide interne presso l'Historic Crew Stadium di Columbus, in Ohio. È la squadra riserve della franchigia MLS dei Columbus Crew. 
Attualmente partecipa alla MLS Next Pro, lega riserve della MLS e posta al terzo livello nella piramide calcistica statunitense. Ha vinto il campionato alla stagione d'esordio, risultando quindi il primo campione in assoluto della neonata lega riserve.

## Storia
Il 6 dicembre 2021, il Columbus Crew ha annunciato la formazione di una nuova squadra riserve da schierare tra le 21 squadre partecipanti nella nuova lega giovanile MLS Next Pro nel 2022 e che avrebbe giocato le partite casalinghe all'Historic Crew Stadium, ex stadio della squadra principale.
Il club ha giocato la prima partita contro l'Inter Miami CF II al DRV PNK Stadium il 26 marzo 2022, perdendo per 2 a 0. La prima vittoria è arrivata la settimana successiva vincendo per 1 a 0 sul Chicago Fire II.
Il club vince il primo titolo assoluto di campione della MLS Next Pro l'8 ottobre 2022, vincendo per 4 a 1 contro il Saint Louis City SC 2, dopo aver vinto anche la Regular Season.

## Cronistoria
Di seguito la cronistoria del Columbus Crew 2.

## Strutture

### Stadio
La squadra riserve disputa le proprie partite casalinghe all'Historic Crew Stadium, struttura che fino al 2021 ospitava la prima squadra; La struttura dell'impianto raggiunge i 24 741 posti a sedere.

## Allenatori e presidenti
Di seguito l'elenco cronologico degli allenatori del Columbus Crew 2.
- 2022-2023  Laurent Courtois

- 2022-  Tim Bezbatchenko

## Palmarès
- MLS Next Pro: 1

2022

### Altri piazzamenti
- MLS Next Pro:

Finalista: 2023